# Ẽfini MS-9
Ẽfini MS-9（日语：アンフィニMS-9）是1990年代由日本馬自達汽車公司製造、冠上Ẽfini副品牌的中型四門豪華轎車，其兄弟車為馬自達Sentia。
該款車的車名MS-9，MS取自「Megalo Spirits」的兩個首字母，9則為馬自達命名車種的方式，原則上數字越大表示越高階或車身越大的車款。

## 歷史
1991年10月開始在馬自達旗下的「Ẽfini」區域經銷商店鋪販售，以同年6月上市的兄弟車Sentia為基礎，除車頭水箱遮罩與輪圈形式略有不同外，其餘主要元件大都共用；而兩個車款皆屬頂級高端的旗艦車款。此外，MS-9還擁有專屬的黑紫色車身塗裝。
不過，隨著日本泡沫經濟崩解，馬自達的多品牌策略宣告失敗，MS-9也在1993年草草停產。翌年元月兄弟車Sentia雖發表小改款，MS-9卻因品牌遭到整合而不再出現後繼車款，後來第二代Sentia於2000年停產。

## 外部連結
- （日語）Gazoo.com - 1991年 アンフィニ MS-9